# Liste der dicksten Obstbäume in Deutschland

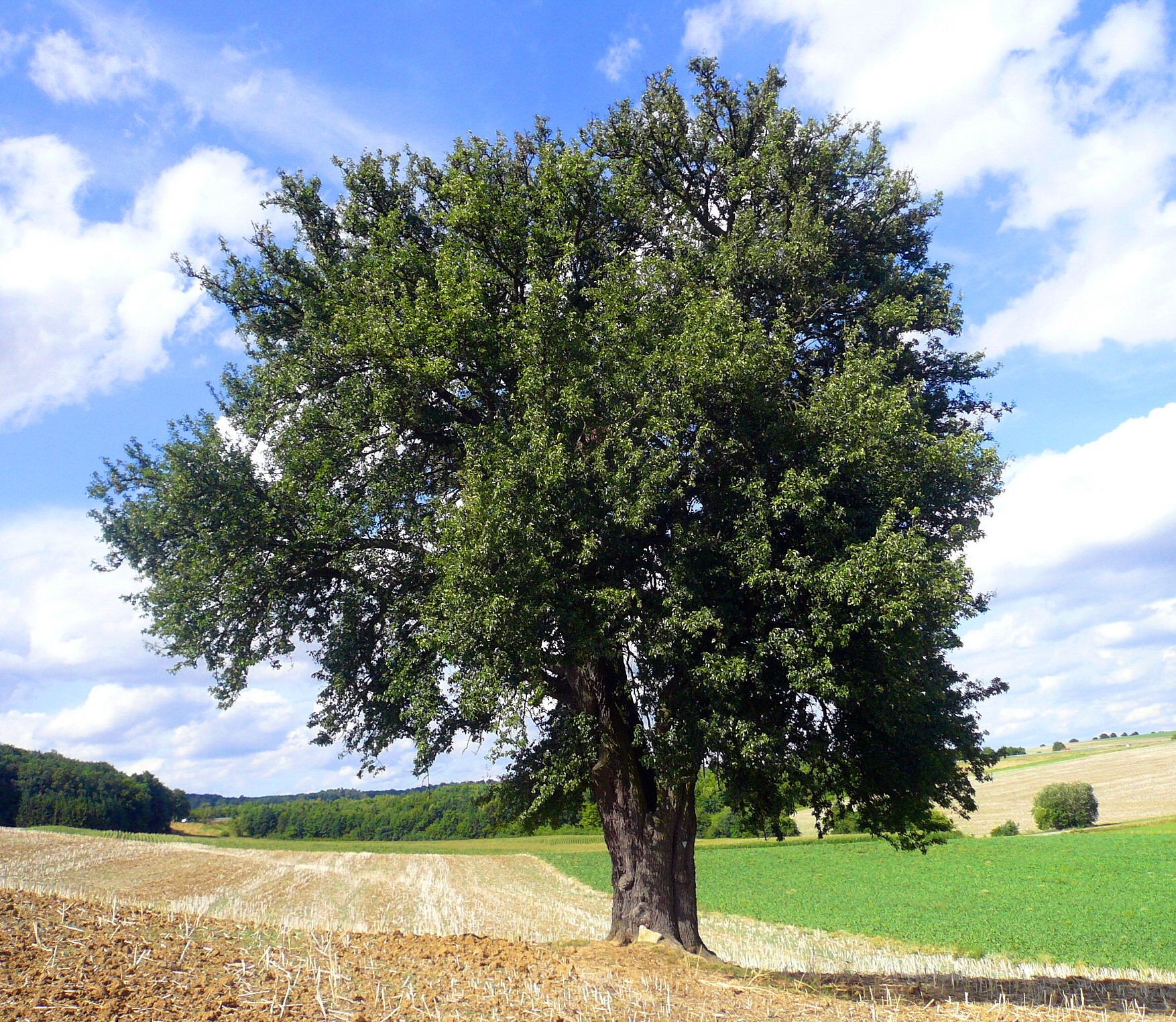
Birnbaum am Lerchenberg – Stammumfang (Taille) 4,56 Meter

Die Liste der dicksten Obstbäume in Deutschland nennt Obstbäume, deren Stammumfang nach dem Deutschen Baumarchiv ein festgelegtes Maß übersteigt. In einem Meter Höhe, oder an der Stelle des geringsten Umfanges gemessen, liegt der Grenzbereich bei Kastanien (Castanea) bei fünf, bei Äpfeln (Malus), Birnen (Pyrus), Kirschen (Prunus avium) und Walnüssen (Juglandaceae) bei vier Metern. Ab diesem Maß stuft das Deutsche Baumarchiv die jeweiligen Obstbäume als national bedeutsam ein. Aufgrund der Nussfrucht zählen Kastanien und Walnüsse zu den Obstbäumen. Zu den 42 Obstbäumen werden jeweils der Ort, das Bundesland, die beiden Umfangsangaben und das geschätzte Alter genannt.

## Erklärung
- Ort: Nennt den Standort des Obstbaumes.
- Land: Abkürzung und Flagge des Bundeslandes, in dem der Obstbaum steht.
- Stammumfang (ein Meter Höhe): Nennt den Stammumfang des Obstbaumes in einem Meter Höhe über dem Boden gemessen und das Jahr der Messung. Obstbäume dieser Größe haben pro Jahr einen Umfangszuwachs von etwa ein bis zwei, in Extremfällen je nach Standortbedingungen, Wuchsform, Klima, Stammform und biografischen Fakten bis zu drei Zentimetern.
- Umfang (Taille): Nennt den Umfang des Stammes an der Stelle seines geringsten Durchmessers (Taille) und das Jahr der Messung.
- Alter (geschätzt): Nennt das geschätzte Alter des Obstbaumes. Die Altersschätzung beruht auf dem Stammumfang, dem Standort und den geschichtlichen Überlieferungen.
- Bemerkung: Nennt einen kurzen Hinweis zur Wuchsform des Stammes oder der Krone.

## Obstbäume

### Apfel
| Ort         | Land | Stammumfang (ein Meter Höhe) | Umfang (Taille)    | Alter (geschätzt) | Bemerkung                            |
| ----------- | ---- | ---------------------------- | ------------------ | ----------------- | ------------------------------------ |
| Meierhof    | BY   | 5,42 m (Jahr 2008)           | 5,42 m (Jahr 2008) | 180–320           | Hohler Stamm, nur noch einzelne Äste |
| Stubbendorf | MV   | 4,52 m (Jahr 2006)           | 3,78 m (Jahr 2007) | 190–320           | Angebrochener Stamm, zerstörte Krone |

### Birne
| Ort                                      | Land | Stammumfang (ein Meter Höhe) | Umfang (Taille)    | Alter (geschätzt) | Bemerkung                                          |
| ---------------------------------------- | ---- | ---------------------------- | ------------------ | ----------------- | -------------------------------------------------- |
| Ateritz                                  | ST   | 4,30 m (Jahr 2001)           | –                  | 180–280           | Stammspaltung, durch Blitzschlag                   |
| Bambergen                                | BW   | 4,17 m (Jahr 2006)           | 4,04 m (Jahr 2002) | 140–180           | Kräftige, hochovale Krone                          |
| Bobenneukirchen                          | SN   | 4,33 m (Jahr 2008)           | 3,68 m (Jahr 2008) | 190–230           | Geöffneter, hohler Stamm                           |
| Boek                                     | MV   | 5,17 m (Jahr 2003)           | –                  | 150–230           | tief angesetzte Krone, durch Stammkappung          |
| Dessau (Bavariabirne)                    | ST   | 4,50 m (Jahr 2008)           | 4,50 m (Jahr 2008) | 120–150           | Drei Stämme vom Boden ab                           |
| Freckenfeld                              | RP   | 4,40 m (Jahr 2003)           | 4,45 m (Jahr 2001) | 120–225           | Geteilter Stamm                                    |
| Grambow (alte Holzbirne am Welziner Weg) | MV   | 6,90 m (Jahr 2006)           | 6,20 m (Jahr 2006) | 240–350           | Einst Zweistämmig, nur noch Stammrelikt            |
| Greßthal Birnbaum am Lerchenberg         | BY   | 4,62 m (Jahr 2008)           | 4,56 m (Jahr 2008) | 150–240           | vollholzig und gleichmäßig gewachsener Stamm       |
| Hambach                                  | BY   | 4,64 m (Jahr 2008)           | 4,62 m (Jahr 2008) | –                 | Gekappter Stamm mit Neutrieben                     |
| Kleinvillars                             | BW   | 5,40 m (Jahr 2008)           | 5,37 m (Jahr 2008) | 150–200           | Zweikernig, ehemals zwei Pfropfungen               |
| Mittenwald                               | BY   | 5,00 m (Jahr 2008)           | 4,40 m (Jahr 2008) | 180–260           | Gedrehter, mit Knollen versehener Stamm            |
| Oberteisendorf                           | BY   | 3,95 m (Jahr 2008)           | 3,68 m (Jahr 2008) | 150–200           | Mostbirne, mit breiter als hohe Krone              |
| Schwemmelsbach                           | BY   | 4,62 m (Jahr 2008)           | 4,56 m (Jahr 2008) | 150–180           | Freistandbirne mit großer Krone                    |
| St. Georgen                              | BY   | 5,50 m (Jahr 2006)           | 5,45 m (Jahr 2006) | 200–275           | Großgewachsene Birne mit unregelmäßigem Stamm      |
| Ützdorf                                  | BR   | 5,03 m (Jahr 2006)           | 4,84 m (Jahr 2006) | 220–270           | In zwei Teile gespaltener Stamm                    |
| Weiler                                   | BW   | 4,55 m (Jahr 2006)           | 4,51 m (Jahr 2001) | 240–275           | Innen stark vermorschter Stamm mit mehreren Achsen |

### Kastanie
| Ort                | Land | Stammumfang (ein Meter Höhe) | Umfang (Taille)    | Alter (geschätzt) | Bemerkung                                           |
| ------------------ | ---- | ---------------------------- | ------------------ | ----------------- | --------------------------------------------------- |
| Borgholz           | NW   | 5,28 m (Jahr 2002)           | —                  | 200–260           | Stamm mit zwei Achsen, gestützt                     |
| Haus Bodelschwingh | NW   | 7,54 m (Jahr 2001)           | 6,97 m (Jahr 2000) | 180–240           | Bodennah aus Stammsockel abgehender Seitenast       |
| Christiansmühle    | HE   | 5,80 m (Jahr 2006)           | 5,40 m (Jahr 2001) | 220–260           | In Mauerwerk eingewachsener Stamm                   |
| Hohenfinow         | BR   | 5,86 m (Jahr 2005)           | 5,86 m (Jahr 2007) | 170–200           | Stamm mit sechs bodennah abgehende Äste, mehrkernig |
| Gut Horst          | SH   | 7,34 m (Jahr 2008)           | 7,26 m (Jahr 2008) | 170–200           | Fünfkerniger Stamm, Fünf-Brüder-Baum genannt        |
| Mainz              | RP   | 5,13 m (Jahr 2008)           | 4,93 m (Jahr 2008) | —                 | Starke Kastanie mit großer Krone                    |
| Nieder-Erlenbach   | HE   | —                            | 5,10 m (Jahr 1999) | 200–250           | Hochgewachsener, gleichmäßiger Stamm                |
| Klein Nemerow      | MV   | 5,03 m (Jahr 2003)           | —                  | 160–200           | Hochgewachsener, gleichmäßiger Stamm                |
| Ockenheim          | RP   | 5,08 m (Jahr 2006)           | 4,94 m (Jahr 2001) | 200–250           | Tonnenförmiger Stamm                                |
| Röst               | SH   | 5,30 m (Jahr 2000)           | —                  | 160–220           | Dickstes Naturdenkmal des Kreises                   |
| Haus Ruhr          | NW   | 6,16 m (Jahr 2004)           | —                  | 240–300           | Leicht geneigter Stamm, kugelförmige Krone          |
| Schröck            | HE   | 5,38 m (Jahr 2003)           | 5,02 m (Jahr 2000) | 200–310           | Hohler Stamm mit Spaltöffnung                       |
| Weiler             | BW   | 7,04 m (Jahr 2010)           | 6,62 m (Jahr 2010) | 250–450           | Tief angesetzte Krone                               |
| Rothspalk          | MV   | 5,80 m (Jahr 2012)           | 5,80 m (Jahr 2012) | 200–250           | Blitzeinschlag                                      |

### Kirsche
| Ort          | Land | Stammumfang (ein Meter Höhe) | Umfang (Taille)    | Alter (geschätzt) | Bemerkung                                 |
| ------------ | ---- | ---------------------------- | ------------------ | ----------------- | ----------------------------------------- |
| Blofeld      | HE   | 5,00 m (Jahr 2007)           | 4,91 m (Jahr 2007) | 160–200           | Dickste Vogelkirsche Deutschlands         |
| Damme        | NI   | 4,52 m (Jahr 2006)           | 4,47 m (Jahr 2007) | 120–150           | Dreistämmiger Baum                        |
| Grünwinkel   | BW   | 2,95 m (Jahr 2005)           | 2,89 m (Jahr 2005) | 100–110           | Krone wird mit Stützen gehalten           |
| Kieselbronn  | BW   | 3,70 m (Jahr 2003)           | 3,65 m (Jahr 2008) | 150               | Schön gewachsene Kirsche                  |
| Großvillars  | BW   | 2,70 m (Jahr 2015)           | 2,65 m (Jahr 2015) | 90–100            | Schöner Kirschbaum                        |
| Elm-Sprengen | SL   | 3,05 m (Jahr 2020)           | 2,95 m (Jahr 2020) | 100–120           | Wunderschön gewachsener Herzkirschen-Baum |

### Nuss
| Ort                  | Land | Stammumfang (ein Meter Höhe) | Umfang (Taille)    | Alter (geschätzt) | Bemerkung                                |
| -------------------- | ---- | ---------------------------- | ------------------ | ----------------- | ---------------------------------------- |
| Schloss Cappenberg   | NW   | —                            | 4,56 m (Jahr 2004) | 200–230           | Hickorynuss mit hohem Stamm              |
| Schloss Ebnet        | BW   | 6,40 m (Jahr 2000)           | 6,57 m (Jahr 2004) | 160–170           | vermutlich dickste Schwarznuss in Europa |
| Kirchhellen          | NW   | 3,33 m (Jahr 2003)           | —                  | 120–150           | Schrägwuchs mit Höhlung im Stamm         |
| Mainz                | RP   | 3,80 m (Jahr 2008)           | 3,80 m (Jahr 2008) | 130–160           | verzweigte, tief angesetzte Krone        |
| Niedersonthofen      | BY   | 4,79 m (Jahr 2008)           | 4,79 m (Jahr 2008) | 160–180           | drei Achsen, tief angesetzt              |
| Kloster Oelinghausen | NW   | 4,02 m (Jahr 2001)           | —                  | 120–150           | Stamm von Efeu bewachsen                 |
| Todtnau              | BW   | 4,15 m (Jahr 2006)           | 4,15 m (Jahr 2006) | 150–200           | alle Äste gekappt, Neuaustriebe          |
| Waldkirchen          | BY   | 4,57 m (Jahr 2006)           | 4,57 m (Jahr 2006) | 140–180           | hochgewachsener Stamm, morsche Äste      |